# Classe Sauro
I sottomarini della classe Nazario Sauro hanno costituito la classe più numerosa di battelli costruiti per la Marina Militare Italiana. I battelli sono stati realizzati in otto esemplari dalla Fincantieri in quattro sottoclassi, ciascuna costituita da due unità. Nonostante le buone caratteristiche nessun successo in export è stato registrato, cosa quantomeno strana in un'epoca come gli anni settanta, in cui l'Italia aveva numerosi contratti di costruzione per unità navali da parte di clienti di tutto il mondo. Probabilmente anche la lunghezza del periodo (anni settanta-fine anni ottanta) ha inciso nel mancato successo di esportazione nonostante i miglioramenti apportati nel corso degli anni. La classe Sauro succede alla classe Toti, da cui sono state riprese molte delle caratteristiche costruttive.

## Caratteristiche
I Sauro sono battelli d'attacco a propulsione diesel-elettrica del tipo a unico scafo resistente, di forma cilindrica, dotati di un propulsore che agisce su un unico asse con elica a sette pale a basso numero di giri per ridurre le vibrazioni. I battelli della classe Sauro sono più grandi e potenti dei Toti ed in grado di operare in tutto il Mediterraneo e anche oltre. Come i precedenti Toti, i Sauro sono dei battelli a scafo semplice chiuso da calotte di estremità, con casse di zavorra leggere e poste a prolungamento della prora e della poppa, suddiviso in due compartimenti stagni in cui sono ricavati i vari locali di bordo; come i battelli della precedente classe sono stati privilegiate le prestazioni subacquee a scapito di quelle di superficie e sulla base delle collaudate basi progettuali dei Toti sono state apportate numerose innovazioni tecniche e tecnologiche. Per lo scafo resistente venne utilizzato l'acciaio strutturale ad alto carico di snervamento di tecnologia americana denominato High Yield 80 (cioè con una tensione di snervamento di 80 psi), permettendo al sottomarino di potere operare fino ad una profondità di 300 metri. Lo snorkel permetteva ai gruppi diesel generatori di funzionare con il sottomarino in immersione fino ad una profondità di 14 metri. I generatori diesel della Grandi Motori Trieste avevano una potenza totale di 2,72 MW, il motore elettrico da 3,14 MW era della Ercole Marelli e negli ultimi due esemplari della ABB. Era possibile la tenuta e il governo automatico del battello con l'intervento di un solo uomo.
Per quanto riguarda l'armamento i battelli vennero equipaggiati con siluri da 533 mm elettrici filoguidati Whitehead A-184 oggi in uso su tutti i sottomarini della Marina Militare e che a partire dalla metà degli anni ottanta hanno equipaggiato anche i Toti.

## La I e la II serie
Originariamente erano previste due sole unità classe Sauro, il caposerie Nazario Sauro (prima unità costruita della serie) e il Fecia di Cossato, intitolate a Nazario Sauro e Carlo Fecia di Cossato. Mentre erano in costruzione le due unità, in seguito alla legge navale venne commissionata alla Fincantieri una 2ª serie di due sottomarini identici a quelli in costruzione. I due battelli vennero denominati Guglielmo Marconi e Leonardo da Vinci.

## La III serie
Agli inizi degli anni ottanta, con la contemporanea e inevitabile dismissione dei battelli ex USA venne sviluppata la 3ª Serie, nata prevalentemente come strumento per il contrasto alla minaccia subacquea del blocco sovietico. La serie composta da due esemplari, Giuliano Prini e Salvatore Pelosi, intitolati a due comandanti di sommergibili della seconda guerra mondiale ha avuto notevoli migliorie e modifiche tecnico-operative rispetto alle precedenti, rappresentando un notevole passo avanti sia in termini di piattaforma che sistema di combattimento.
Lo scafo resistente venne allungato di mezzo metro, con conseguente aumento del dislocamento e numerose apparecchiature di bordo riposizionate in maniera più funzionale e proficua. Il sistema elettronico ha visto l'installazione del sistema elettronico integrato Sactis, interfacciato con i principali sensori di bordo, in grado di assolvere a compiti di navigazione, ricerca, designazione e tracciamento bersagli; dopo essere stati oggetto di un profondo rinnovamento tra la fine degli anni novanta e l'inizio del nuovo millennio.

## Il progetto S 90 e la nascita della IV serie
Alla fine degli anni ottanta venne avviato lo studio per un nuovo sottomarino nazionale, denominato, Progetto S 90 con un dislocamento ben maggiore dei Sauro, propulsione tradizionale diesel-elettrica, ma dotati di una maggiore autonomia con l'adozione della tecnologia AIP, un sistema di propulsione che in quel periodo Svezia e Germania stavano mettendo a punto per i loro sommergibili ed in grado di assicurare elevata autonomia. La Marina Militare sviluppò in collaborazione con la ditta Maritalia un sistema AIP diesel a ciclo chiuso la cui sperimentazione era prevista sul Bagnolini, ma il fallimento della ditta mise fine al progetto di dotare i nuovi sottomarini di tale tipo di propulsione e anche il Progetto S 90 non portò a nessun risultato se non ad un dislocamento stimato di oltre 3000 tonnellate per ottenere tutte le caratteristiche desiderate, così la Marina Militare ritornò sui propri passi commissionando alla Fincantieri la 4ª Serie della Classe Sauro, con battelli ancora più perfezionati rispetto ai precedenti e più lunghi di due metri rispetto alla serie precedente. La IV Serie conclude l'evoluzione tecnologica dei Sauro con migliorie nella componente sensori passivi e nel sistema di comando e controllo, con una più razionale distribuzione degli spazi, con apparecchiature e sistemi meccanici all'avanguardia e curando, con particolare attenzione, il silenziamento del mezzo ottenuto con efficaci soluzioni sui singoli apparati e rivestendo lo scafo resistente con mattonelle fonoassorbenti.
Le unità della quarta serie, denominate Gazzana Priaroggia e Longobardo sono entrate in servizio nel corso degli anni novanta, quando il progetto Sauro era ormai obsoleto, per compensare parzialmente la progressiva dismissione delle unità della classe Toti.

## Ammodernamenti
I battelli della III e della IV Serie tra il 1999 e il 2002, sono stati sottoposti a lavori di ammodernamento che hanno comportato la sostituzione dell'intero sistema di combattimento e la sostituzione di molti apparati ormai sorpassati. I lavori di ammodernamento hanno visto l'installazione di una nuova versione del sistema elettronico integrato Sactis, del Sonar integrato di combattimento STN Atlas ISUS 9020 e del sistema radio IRSC della tedesca Hagenuk Marinekommunikation, un sistema di telecomunicazione integrato in grado di gestire comunicazioni satellitari. Il sistema integrato di Comando, Controllo e Lancio Armi ISUS 9020 della tedesca STN ATLAS Elektronik è dotato di cartografia elettronica e capace di gestire i siluri italiani A-184 A3 della WASS. Il sonar integrato ISUS 9020 è sistema di rilevamento del rumore proprio ed è in media frequenza un sonar attivo e intercettatore in alta frequenza. Il sistema periscopico MOD.324 dell'americana Kollmorgen è dotato di intensificatore di luce e apparati di videoregistrazione. Il sistema di guerra elettronica è costituito da una suite ESM BLD 727 della Elettronica SpA, società del gruppo Finmeccanica, mentre il Radar MM/BPS 704-V2 completa la dotazione elettronica.
Dopo gli ammodernamenti questi battelli rispondono pienamente alle attuali esigenze operative e possono svolgere operazioni di sorveglianza occulta (controllo e difesa di particolari zone di mare), localizzazione, ombreggiamento ed attacco a sottomarini ed unità di superficie, appoggio ad operazioni speciali, raccolta informazioni, e inoltre hanno ottenuto brillanti successi in numerose operazioni ed esercitazioni internazionali.
Per la successiva generazione di sottomarini l'Italia si è rivolta all'industria tedesca per i suoi nuovi prodotti, gli U-212, chiudendo la tradizione della cantieristica navale subacquea italiana eccetto che per i minisommergibili.

## Servizio
I battelli della classe Sauro, costruiti in parte nel Cantiere navale di Monfalcone (I, II e III Serie), e in parte nel Cantiere navale del Muggiano (IV Serie), hanno costituito a lungo l'ossatura della componente subacquea della Marina Militare Italiana. Al tempo della loro entrata in servizio sono stati inquadrati nel 1º Gruppo Sommergibili (GRUPSOM1) presso il Comando Sommergibili nella base di Taranto. Dopo la riorganizzazione della Squadra Navale i sommergibili della III e della IV serie attualmente in servizio sono inquadrati nel COMFLOTSOM di base a Taranto, mentre le altre unità delle prime due serie sono state radiate e il Nazario Sauro utilizzato come battello museale presso il porto antico di Genova ormeggiato nella Darsena davanti al Galata - Museo del Mare, prima nave-museo in Italia visitabile in acqua.

## Unità
| Marina Militare - Classe Sauro | Marina Militare - Classe Sauro | Marina Militare - Classe Sauro | Marina Militare - Classe Sauro | Marina Militare - Classe Sauro | Marina Militare - Classe Sauro | Marina Militare - Classe Sauro | Marina Militare - Classe Sauro | Marina Militare - Classe Sauro |
| Matricola                      | Nome                           | Cantiere                       | Impostazione                   | Varo                           | Entrata in servizio            | Disarmo                        | Base                           | ITU                            |
| ------------------------------ | ------------------------------ | ------------------------------ | ------------------------------ | ------------------------------ | ------------------------------ | ------------------------------ | ------------------------------ | ------------------------------ |
| S 518                          | Sauro                          | Monfalcone (GO)                | 27 giugno 1974                 | 9 ottobre 1976                 | 1º marzo 1980                  | 1º maggio 2002                 | -                              |                                |
| S 519                          | Fecia di Cossato               | Monfalcone (GO)                | 15 novembre 1975               | 16 novembre 1977               | 5 novembre 1979                | 1º aprile 2005                 | -                              |                                |
| S 520                          | Da Vinci                       | Monfalcone (GO)                | 8 giugno 1978                  | 20 ottobre 1980                | 23 ottobre 1981                | 30 giugno 2010                 | -                              |                                |
| S 521                          | Marconi                        | Monfalcone (GO)                | 23 ottobre 1979                | 20 settembre 1980              | 11 settembre 1982              | 1º ottobre 2003                | -                              |                                |
| S 522                          | Pelosi                         | Monfalcone (GO)                | 23 luglio 1986                 | 29 novembre 1986               | 14 luglio 1987                 |                                | Taranto                        |                                |
| S 523                          | Prini                          | Monfalcone (GO)                | 30 luglio 1987                 | 12 dicembre 1987               | 17 maggio 1989                 |                                | Taranto                        |                                |
| S 524                          | Longobardo                     | Monfalcone (GO)                | 19 dicembre 1991               | 20 giugno 1992                 | 14 dicembre 1993               |                                | Taranto                        |                                |
| S 525                          | Gazzana Priaroggia             | Monfalcone (GO)                | 12 novembre 1992               | 26 giugno 1993                 | 12 aprile 1995                 |                                | Taranto                        |                                |

## Galleria d'immagini

Immagini delle unità della prima e seconda serie
Il varo del Nazario Sauro
Il Sauro a Messina nella fine degli anni ottanta
Il Fecia di Cossato nel 1981 in esercitazione al largo di Gaeta
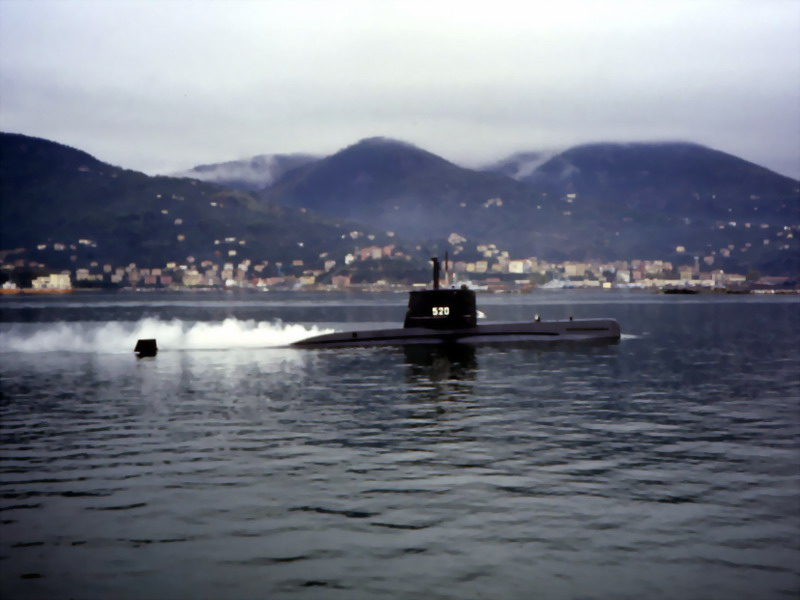
Il Leonardo da Vinci nel 1985 al rientro in Arsenale a La Spezia

Immagini delle unità della terza e quarta serie
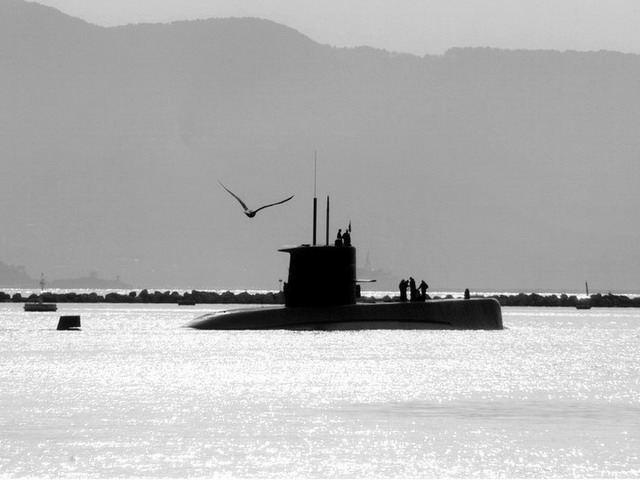
Il sommergibile Salvatore Pelosi
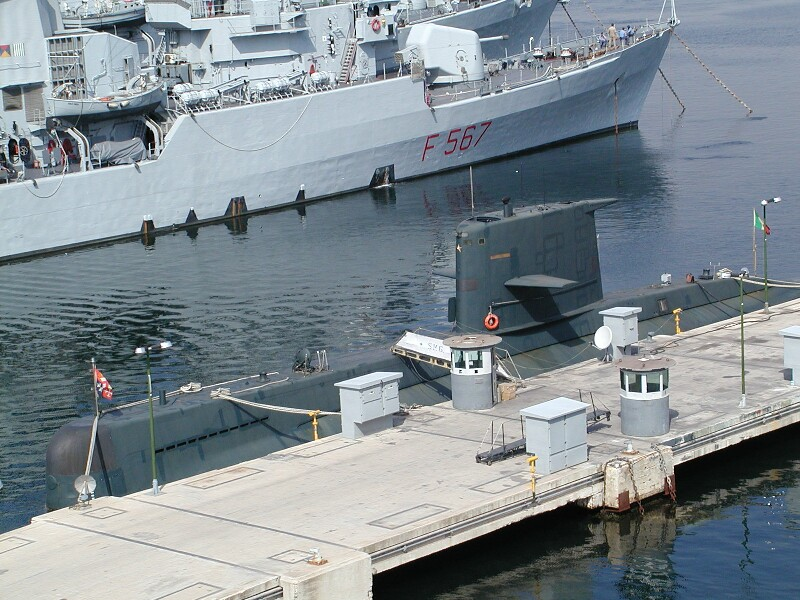
Il sommergibile Giuliano Prini in banchina
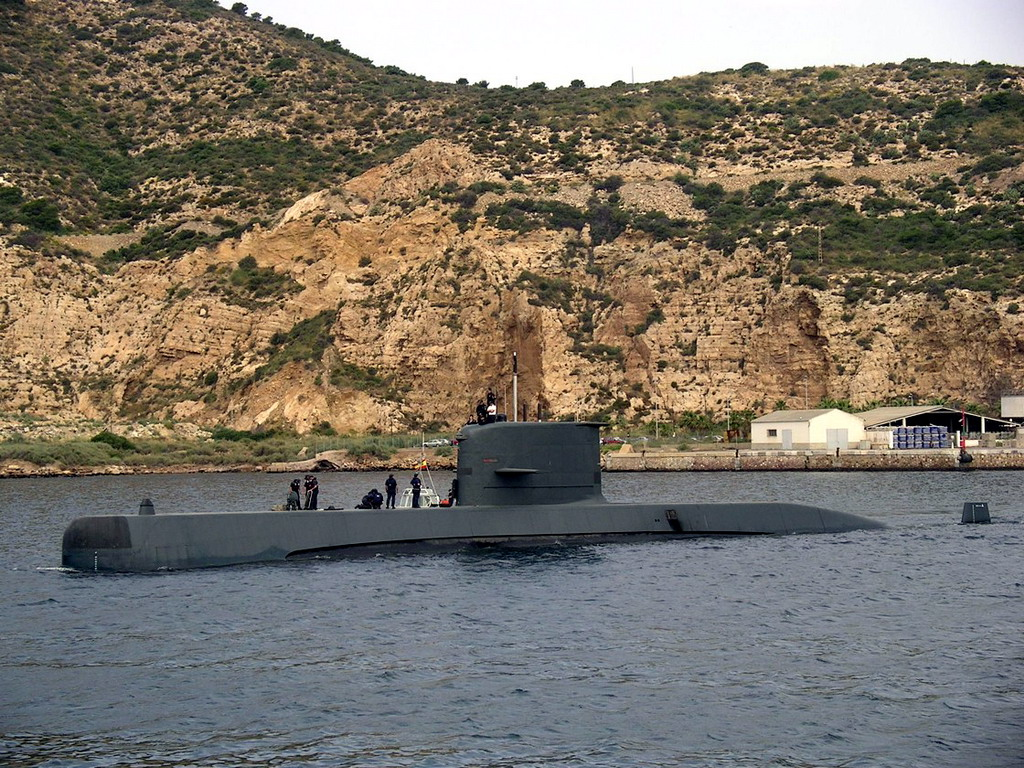
Il sommergibile Longobardo
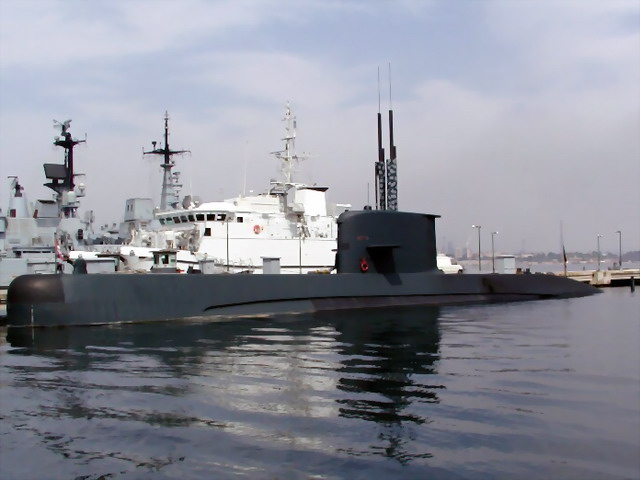
Il sommergibile Gazzana Priaroggia